# Studentkårer i Sverige
Sverige hade, fram till 30 juni 2010, kårobligatorium för studenter vid högskolor och universitet i Sverige.

## Historik
Historiskt sett var begreppet studentkår eller studentcorps (belagt första gången 1817) den samlade benämningen på studentpopulationen vid ett universitet som helhet, och de äldsta kårerna under 1800-talet verkade också i stor utsträckning genom direktdemokrati i form av "allmänna kårmöten". När studentantalet så småningom växte fick kårerna dock inrätta indirekt demokrati med valda beslutande församlingar.
De äldsta studentkårerna i Sverige är Uppsala studentkår (1849) och Lunds Studentkår (1867), grundade med nationerna vid respektive lärosäte som sina huvudmän. Sedan grundades Veterinärmedicinska Föreningen(1868). Därefter följer kårerna vid de dåvarande högskolorna (numera universiteten) i Stockholm (1883) respektive Göteborg (1891; obligatorisk studentkår först 1907). Enligt Studentkårsutredningen (SOU 2006:36) nämns studentkårerna i det statliga regelverket "första gången i 1908 års universitetsstatuter", men först 1956 fick kårerna en självständig ställning med egen uttaxeringsrätt av medlemsavgifter.
Vid de tekniska högskolorna har studentkåren traditionellt kallats teknologkår, vilket ibland har varit missvisande då kåren omfattat både teknologer och naturvetare. Andra kårer som intar en viss särställning är medicinska föreningar i Stockholm, Göteborg, Lund-Malmö och Uppsala och odontologiska föreningar vid Göteborgs universitet, 
Umeå universitet, Karolinska institutet och Malmö högskola.

## Kårobligatoriet
Medlemskap i en studentkår var obligatoriskt för alla studenter vid svenska statliga universitet och högskolor, så kallat kårobligatorium. Obligatoriet har länge varit omtvistat och har utreddes av regeringen och dess myndigheter vid inte mindre än åtta tillfällen under de senaste tre decennierna innan avskaffandet :
- 1973 - utredning; bevarat obligatorium
- 1976 - principiellt ställningstagande för ett avskaffande, i praktiken ingen åtgärd
- 1979 - förslag till tre modeller för avskaffande, avslås av riksdagen på grund av ekonomiska skäl
- 1983 - UHÄ:s förslag om förändrat kårobligatorium, riksdags- och regeringsbeslut ger dagens regelverk
- 1990 - förslag om avskaffat kårobligatorium
- 1993 - riksdagsbeslut om avskaffande
- 1994 - förslag om avskaffandets genomförande
- 1994 - riksdagsbeslut om bevarat kårobligatorium
- 2006 - förslag om moderniserat kårobligatorium
- 2009 - riksdagsbeslut om avskaffat kårobligatorium från och med 2010-07-01

På 1970-talet prövades kårobligatoriets förenlighet med Europarådets konvention om skydd för de mänskliga rättigheterna och de grundläggande friheterna. Europakommissionen konstaterade att "det att samla ett lärosätes alla studenter i en enda förening i syfte att korrekt administrera universitetet är inte orimligt" (fri översättning). Man ansåg också att en Studentkår inte var en fackförening (trade union) och att den inte bröt mot den negativa föreningsfriheten.
Riksdagsmotioner om avskaffat kårobligatorium har lämnats in varje år sedan 1997 och våren 2005 såg obligatoriet också ut att kunna avskaffas, genom att miljöpartiet ställde sig bakom den borgerliga kritiken mot kårtvånget. Riksdagsledamöterna Cecilia Wikström (fp) och Lennart Hedquist (m) avvek dock från partilinjen, och motionen avslogs av riksdagen. Riksdagen beslutade 2009-06-10 att kårobligatoriet skulle avskaffas från och med 2010-07-01 .
Obligatoriet gällde inte enskilda utbildningsanordnare, men förekom trots detta ofta även vid dessa lärosäten. Exempelvis har styrelserna vid Sveriges två största stiftelsehögskolor - Chalmers tekniska högskola och Högskolan i Jönköping - beslutat om lokalt kårobligatorium .
Från och med 1 juli 2010 är det frivilligt för studenter vid svenska statliga lärosäten att vara medlem i en studentkår; samtidigt som fri konkurrens om kårstatus införs. Enligt Studentkårsförordningen (2009:769) ska den studentsammanslutning som har störst anslutningsgrad för sitt verksamhetsområde tilldelas status som studentkår i perioder om tre år. En studentkår som önskade behålla sin kårstatus efter 1 juli 2010 var tvungen att ansöka om status som studentkår före detta datum.

## Organisation
Studentkårerna måste enligt regeringens förordning vara demokratiskt uppbyggda, men den inre organisationen skiljer sig avsevärt mellan olika kårer. Kårer med få medlemmar använder sig ofta av allmänna medlemsmöten, med en direktvald styrelse som leder verksamheten. De flesta kårer tillämpar ett system baserat på ett direktvalt kårfullmäktige som högsta beslutande organ, och en indirekt vald kårstyrelse som beredande och verkställande organ. Kårer arvoderar vanligen en eller flera styrelseledamöter. De större och/eller ekonomiskt starkare kårerna har därtill ofta anställda med ansvar för administration, förvaltning mm.
Fullmäktige kan väljas genom personval, partival (med särskilda kårpartier eller studentpolitiska varianter av de politiska partierna) eller kombinationer mellan person- och partival. Under 00-talet har kårval använts för att undersöka möjligheterna att utveckla e-demokrati, inte minst i Umeå där Umeå Studentkår fick statliga medel för att delta i ett e-demokratiprojekt.

## Verksamhet
Studentkårerna bevakar och deltar i planeringen av utbildningen som ges vid respektive lärosäte, vanligen uppdelat i ett block som omfattar utbildningsfrågor (utbildningens kvalitet, inriktning, pedagogik, innehåll, samordning etc.) och ett block som omfattar studiesociala frågor (studiernas infrastruktur - bostäder, sjukvård, biblioteks- och datorresurser, arbetsmiljö mm).
Andra vanliga ansvarsområden inom kårerna rör arbetsmarknadsfrågor, internationalisering samt jämställdhets- och mångfaldsfrågor. Stor energi ägnas åt att anordna sociala funktioner för studenterna, ofta i form av pub- och festverksamhet men även idrottsaktiviteter, studentmedia och mottagningsverksamhet för nya studenter. Innan lärosätena ålades ansvar för studenthälsan var många kårer huvudman för studentsjukvården; på vissa orter kvarstår studentkårerna fortfarande som utförare av studentsjukvården.
Många studentkårer och studentkårssamarbeten har arbetat med frågor som berör studenten som konsument. Det gäller såväl studentrabatter som särskilda studentprodukter. En strategi som använts både i Sverige och internationellt är att bilda särskilda studentföretag, med uppgift att erbjuda exempelvis anpassade bostäder och litteratur till särskilt låga priser. Få kårer har dock visat sig vara särskilt lysande bolagsägare, och av ekonomiska eller politiska skäl har många studentföretag sålts till privata intressen. Därmed inte sagt att kårerna misslyckats - studentföretagen har ofta bevarat sin inriktning och sitt produktutbud. Bland svenska exempel på sådana studentföretag kan nämnas Studentlitteratur (bildat av Lunds Studentkår) samt Akademibokhandeln och Studentkortet (båda avknoppade från Sveriges förenade studentkårer). I Norden förtjänar resebyrån Kilroy Travels att nämnas (samägs av nordiska studentorganisationer), i Storbritannien bildades NUS Services Ltd på 1970-talet för att utgöra en inköpscentral för de brittiska studentkårerna och deras bokhandlar.

## Svenska studentkårer
Se lista över svenska studentkårer.